# Huiwang
Król Hui z dynastii Zhou (chiń.: 周惠王; pinyin: Zhōu Hùi Wáng) – siedemnasty władca dynastii Zhou i piąty z jej wschodniej lini. Rządził w latach 676–652 p.n.e. Jego następcą został jego syn, Xiangwang.